# Kelvin Kiptum
Kelvin Kiptum   (Chepkorio, 2 de desembre de 1999 - Kaptagat, 11 de febrer de 2024) fou un corredor de fons kenyà. Fou el corredor de marató més ràpid de la història amb un temps de 2 hores i 35 segons en la Marató de Chicago el 8 d'octubre de 2023. Va córrer el debut de marató més ràpid de la història a la Marató de València de 2022, convertint-se en el tercer home de la història a trencar la marca de dues hores i dos minuts.
Kiptum va obtenir la seva primera experiència internacional el març de 2019 en acabar cinquè a la Mitja Marató de Lisboa (59:54). El desembre de 2020, va marcar una nova marca personal en l'esdeveniment de 58:42, i va quedar sisè a la Mitja Marató de València. El 2021, va córrer mitges maratons de 59:35 i 59:02 a Lens, França (primer) i València (vuitè), respectivament.
El 4 de desembre de 2022, a la Marató de València, amb la segona part més ràpida de la història (60:15), va marcar el quart millor temps a la llista mundial de tots els temps de 2:01:53, convertint-se en el tercer home de la història a batre 2:02 després del rècord mundial Eliud. Kipchoge (2:01:09 i 2:01:39) i Kenenisa Bekele (2:01:41). El temps guanyador de Kiptum va ser, amb diferència, el debut de marató més ràpid de la història, batent el rècord del curs en més d'un minut. Va vèncer el campió mundial de marató 2022 Tamirat Tola, favorit abans de la cursa, entre d'altres. Kiptum i el seu entrenador, el ruandès Gervais Hakiziman, van morir l'11 de febrer de 2024 en un accident de cotxe, mentre anaven d'Eldoret a Kaptagat.

## Palmarès[8]
| Data                  | Competició               | Distància     | Lloc     | Posició | Temps   |
| --------------------- | ------------------------ | ------------- | -------- | ------- | ------- |
| 4 de desembre de 2022 | Marató de València       | 42,195 km.    | València | 1       | 2:01:53 |
| 6 de desmebre de 2020 | Mitja Marató de València | 21,097 km.    | València | 6é      | 0:58:42 |
| 6 d'octubre de 2019   | Singelloop Utrecht 10km  | 10.000 metres | Utrecht  | 2       | 0:28:17 |